# Coca Cola Rovers
El Coca Cola Rovers es un equipo de fútbol de las Islas Vírgenes Estadounidenses que juega en el Campeonato de fútbol de las Islas Vírgenes Estadounidenses, la primera división nacional.

## Historia
Fue fundado en el año 1980 en la ciudad de Christiansted de la isla de St. Croix y jugaba en el torneo regional para clasificar a la fase nacional hasta 2017. Su nombre es por razones de patrocinio.
Clasifica por primera vez a un torneo internacional en la Copa de Campeones de la Concacaf 1993 en donde fue eliminado en la primera ronda por el Club Franciscain de Martinica.

## Palmarés
- St. Croix Soccer League:[2]
  - Campeón (1): 2012–13
  - Finalista (5): 2001–02, 2003–04, 2004–05, 2011–12, 2014–15

## Participación en competiciones de la Concacaf
| Temporada | Torneo                           | Ronda | Club             | Casa | Visita | Global |
| --------- | -------------------------------- | ----- | ---------------- | ---- | ------ | ------ |
| 1993      | Copa de Campeones de la Concacaf | 1     | Club Franciscain | 2-6  | 1-10   | 3-16   |